# Abbazia di Santa Maria in Castagnola
L'abbazia di Santa Maria in Castagnola è un complesso abbaziale situato a Chiaravalle, in provincia di Ancona. Fondata nel XII secolo, rappresenta un pregevole capitolo dell'architettura gotica(romanica) in Italia, ma di stile gotico nell'interno. Di vitale importanza, nei secoli addietro, per la cittadina di Chiaravalle, praticamente nata attorno e grazie a questo luogo, dal 1985 è priva di funzione monastica e assolutamente, resa sede parrocchiale, è compresa nella diocesi di Senigallia, nell'ambito della quale fa parte della vicaria di Chiaravalle.

## Storia

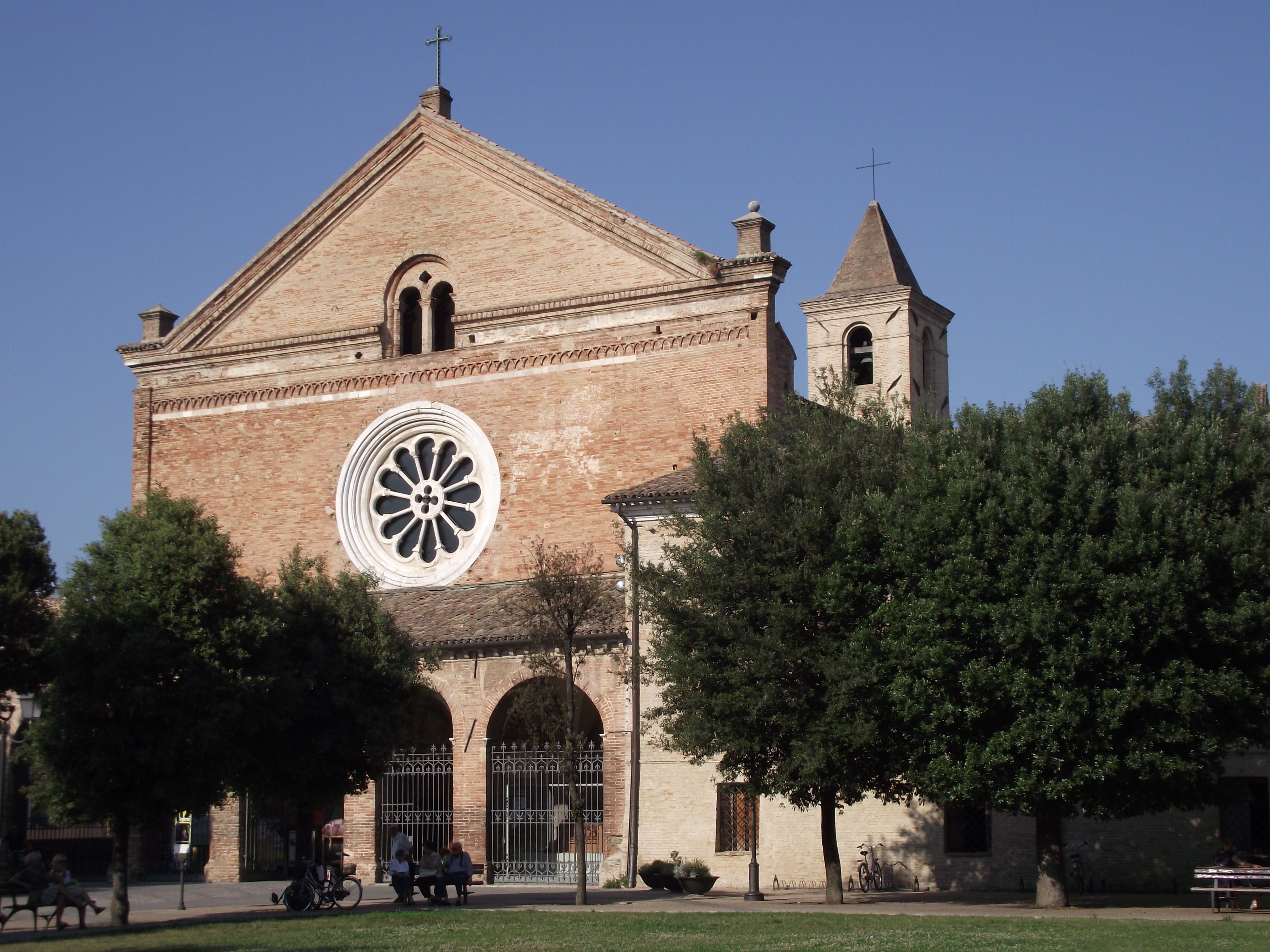
la facciata

L'abbazia viene fondata nel 1147 dai monaci cistercensi probabilmente provenienti dall'abbazia di Chiaravalle Milanese, oppure dall'Abbazia di Santa Maria di Lucedio a Vercelli. I monaci praticano una bonifica della zona e mettono a coltura il terreno circostante, occupato allora da un fitto bosco detto "selva di castagnola", un bosco rigoglioso che si estendeva in tutta la zona sud di Chiaravalle. Nel 1172 l'abbazia è già completata e consacrata, come attesta una lapide conservata nell'edificio principale. Un diploma di Federico I Barbarossa del 1177, inoltre, garantisce al monastero alcuni diritti sui territori circostanti.
Il complesso monastico si estende e guadagna importanza in breve tempo: nel 1248 l'abbazia conta già quaranta monaci, oltre a un numero ancora maggiore di conversi e novizi. 
Nel 1408, per ordine di Papa Gregorio XII, l'abbazia passa sotto amministrazione commendataria, cioè sotto l'amministrazione di figure esterne che la gestivano ricavandone sovente la maggior parte dei guadagni. Spesso viene affidata a gestori laici, non sempre onesti: da questo momento in poi comincia il suo lento declino.
Nei decenni successivi, il comune di Jesi prima e la Repubblica di Ancona poi entrarono in contrasto per il possesso del territorio del monastero, dando origine a veri e propri conflitti; alla base di questi scontri c'era il fatto che Ancona aveva come propri castelli Monte San Vito, Falconara e Camerata Picena (dunque tutte le terre intorno all'abbazia), mentre Jesi cercava di ottenere uno sbocco sul mare. Nel 1440 il papa Eugenio IV diede l'incarico al vescovo di Senigallia di risolvere la questione e questi assegnò l'abbazia cistercense alla Repubblica di Ancona. Dal 1440 Chiaravalle fece parte dei territori di questa repubblica, che naturalmente lasciò piena autonomia al centro religioso. Già nel 1486, però, non sedate le richieste jesine, il papa Innocenzo VIII dichiarò Chiaravalle abbazia nullius, cioè non soggetta a nessun centro urbano.
La conseguenza fu quella di rendere ancora più gravosi gli effetti della commenda. Nel 1499 i cistercensi abbandonarono così il monastero e si ritirano in Francia. Al loro posto si insediano i francescani, che vi rimangono solo fino al 1564, quando Papa Pio IV richiama i cistercensi, i quali però, essendo in scarso numero, devono dare in enfiteusi molte terre del nucleo monastico, favorendo così la nascita di un borgo attorno all'abbazia, la futura cittadina di Chiaravalle.
Nel 1759 l'abate commendatario Corsini autorizza la coltivazione del tabacco nei campi e viene fondata la Manifattura Tabacchi. La scelta estrema viene operata per risanare l'economia dell'abbazia, ormai in declino, ma contribuì anche notevolmente al consolidamento economico della cittadina di Chiaravalle, che viene organizzata da un assetto urbanistico vero e proprio sempre sotto l'amministrazione di Corsini. Nel 1797, il governo napoleonico procede ad un primo esproprio dei beni monastici, che finiscono in gestione a Eugenio di Beauharnais. Un secondo esproprio sarà invece perpetrato dal Regno d'Italia nel 1860: la comunità monastica si impoverisce sempre più. Nel 1985 i cistercensi si ritirano definitivamente dall'abbazia, che passa sotto l'amministrazione del clero diocesano.

## Struttura

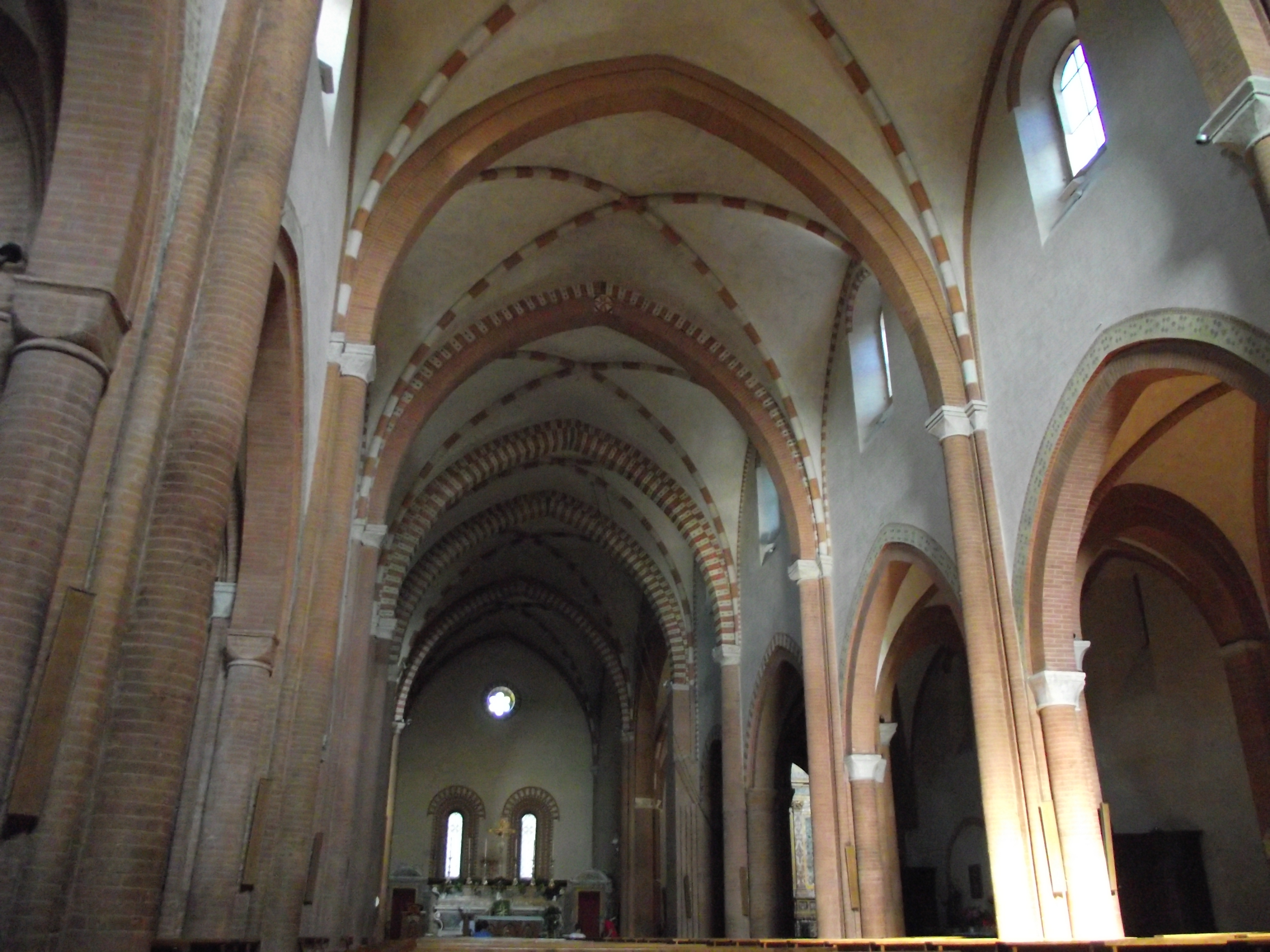
l'interno

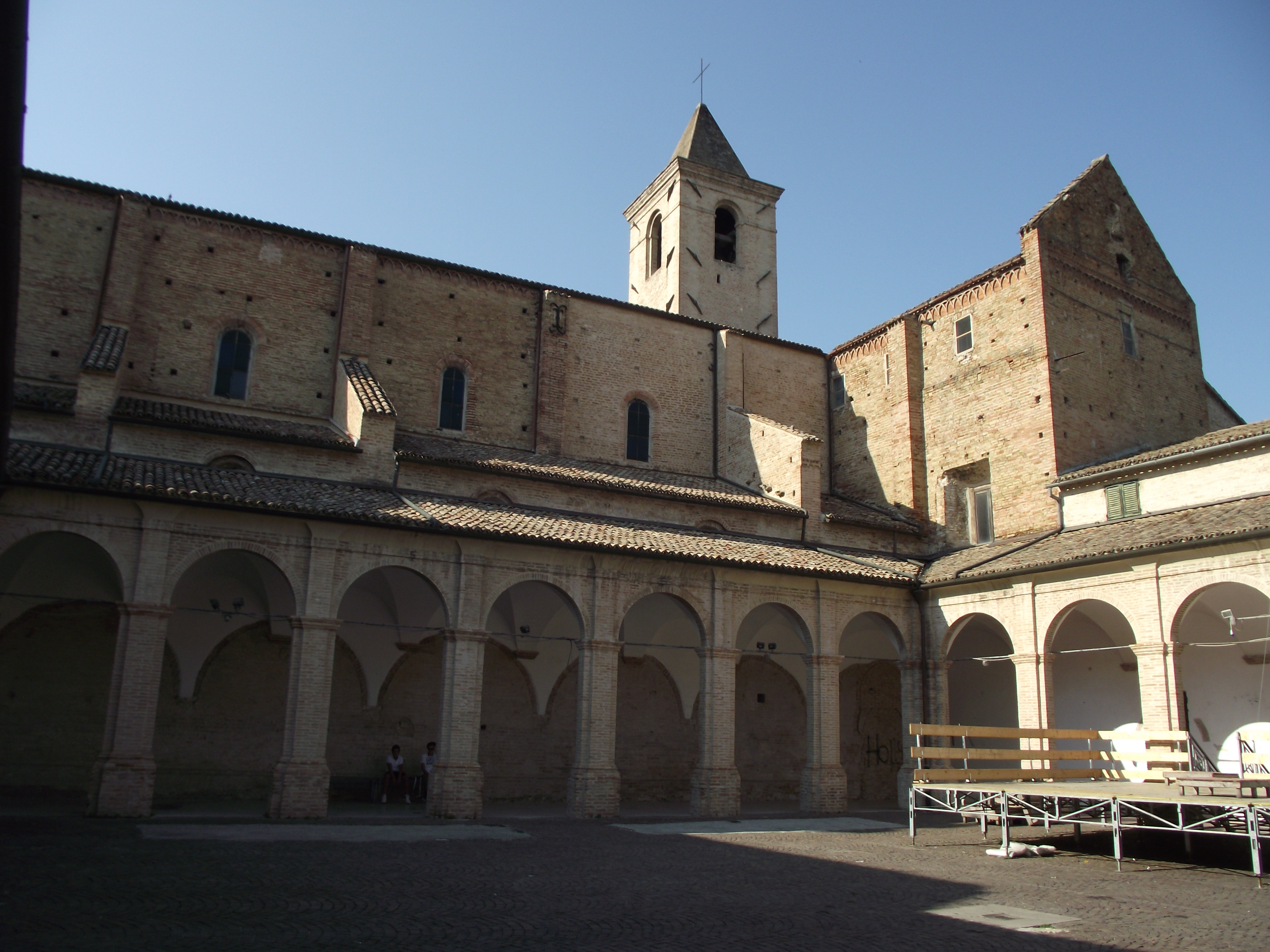
Chiostro

L'architettura della chiesa rispecchia le caratteristiche tipiche degli edifici cistercensi, soprattutto all'interno. A parte questo, comunque, l'abbazia rimane un notevole esempio di architettura romanica, con numerosi richiami al gotico italiano.

### Esterno
Esternamente, l'abbazia si presenta completamente realizzata in mattoni, senza utilizzo, a parte alcuni particolari, di elementi in pietra. La facciata, molto larga e bassa, è divisa in tre ordini principali: il più basso è occupato da un porticato con massicci pilastri in laterizio, le cui arcate sono chiuse da cancellate in ferro. Il portico è coperto da un semplice tetto a spiovente. Il secondo ordine, centrale, è occupato dal grande rosone circolare, già caratteristica dell'architettura gotica. Un cornicione decorato ad archetti in cotto separa la fascia con il rosone dall'ultimo ordine, costituito da un grande timpano triangolare con bifora al centro. La bifora, inoltre, sormonta parte della cornice del timpano, interrompendola in quel punto.
Il lato sinistro della chiesa, direttamente visibile dall'esterno, è caratterizzato da una serie di contrafforti che emergono dalla struttura "a scala" della navata laterale, più bassa, annessa alla navata centrale, più alta. I vari contrafforti sono intervallati da monofore aperte sia sulla parete della navata laterale, sia sull'alzato della navata centrale. Emerge infine il corpo sinistro del transetto. Sullo spigolo dell'intersezione fra navata e transetto è posto il campanile, abbastanza semplice, nuovamente in cotto e con copertura piramidale. L'abside di fondo della chiesa è piatta e il fronte è estremamente rudimentale, quasi incompleto, con due alte monofore in basso e un piccolo rosone più in alto.
Sul lato destro della chiesa è posto il chiostro dell'abbazia, sempre in laterizio ma di fattura però posteriore. L'ambiente, quadrato, è costituito come da tradizione da un corridoio ad anello che circonda un piazzale centrale e i due sono separati da un colonnato. In questo caso, il colonnato consiste in una serie di arcate a tutto sesto su pilastri di una variazione stilizzata dell'ordine dorico. Il camminamento porticato è coperto internamente da una serie di volte a crociera. Da chiostro, ovviamente, si può vedere il lato destro della chiesa, ritmato come quello sinistro da contrafforti e monofore.

### Interno
Internamente, la chiesa è impostata su una pianta a croce latina a tre navate, una centrale più larga e alta e due laterali minori. L'aspetto e l'impostazione generale degli alzati rispecchia fedelmente i caratteri dell'architettura romanica, con già presenti, però, dettagli di gusto gotico. Partendo dalla base della navata centrale, si ha una serie di pilastri a fascio dai quali si dipartono gli archi a sesto acuto che ritmano il colonnato divisorio con le navate laterali. Più in alto, i pilastri si dividono ulteriormente: il corpo centrale si piega e forma un grande arcone, nuovamente a sesto acuto, mentre i fasci laterali si trasformano in sottili ghiere che diventano i costoloni delle volte a crociera di copertura. La serie ritmata di arconi e volte a crociera copre così l'intera navata centrale. Nel cleristorio, infine, sono aperte delle monofore che illuminano l'interno.
I vari capitelli dei pilastri sono tutti in pietra, mentre tutto il resto è in cotto, ma lasciato a vista solamente nei pilastri e nelle cornici, mentre tutto il resto è intonacato di bianco, rendendo così al meglio l'aspetto romanico dell'ambiente. Le due navate laterali, ugualmente, sono coperte da altrettante volte a crociera.
Nella chiesa si trovano numerosi altari laterali, ma la maggior parte, in particolare nel transetto, sono di fattura successiva, soprattutto di epoca barocca.